# 元寺小路福室線

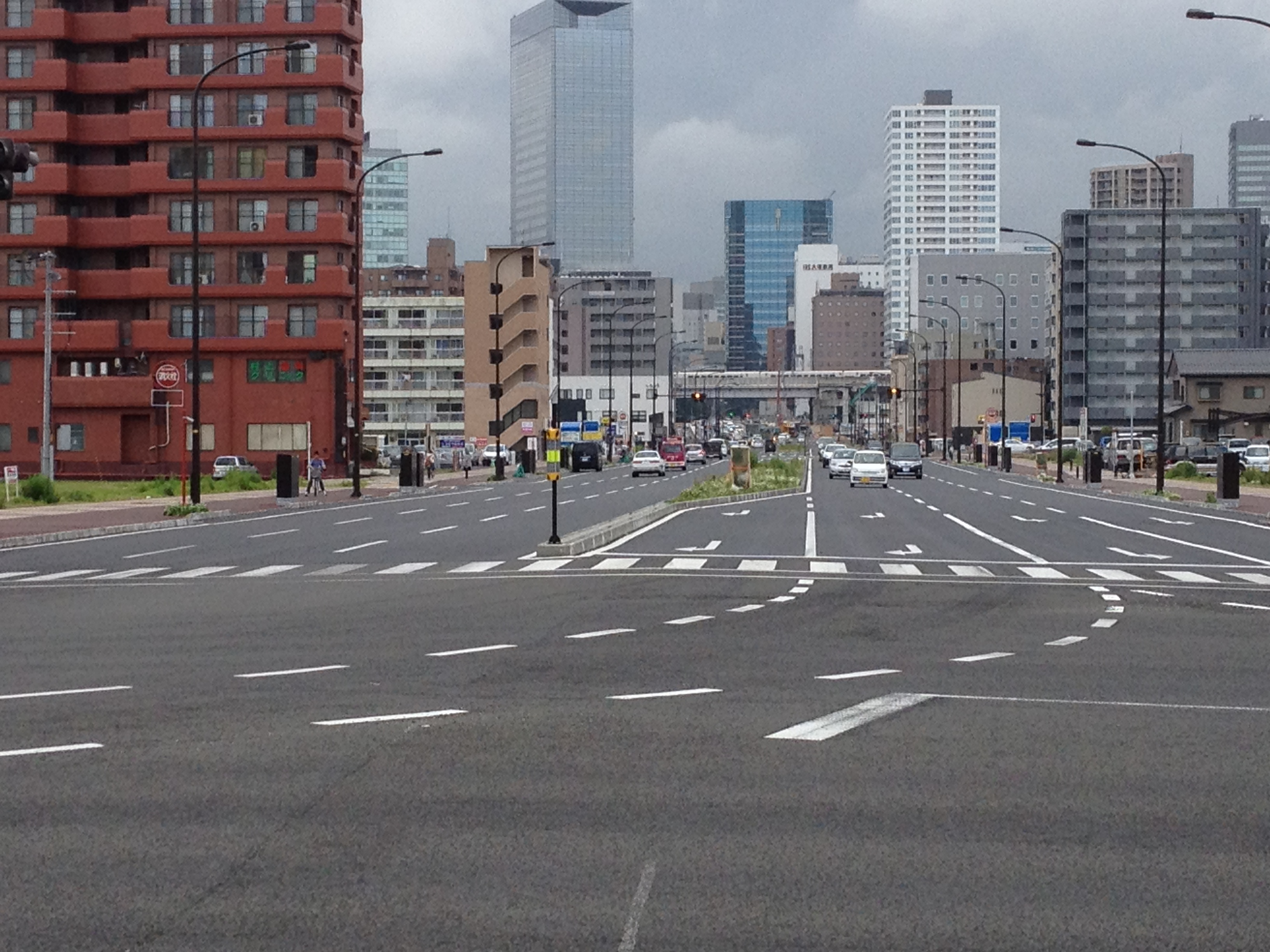
宮城野区榴岡付近

元寺小路福室線（もとでらこうじ ふくむろせん）は、宮城県仙台市青葉区花京院（X橋交差点）と同市宮城野区鶴巻（鶴巻交差点）を結ぶ、8,240mに及ぶ都市計画道路（幹線街路）。

## 概要
仙台駅の北・X橋交差点から広瀬通を直進する形で接続し、市道宮城野1888号元寺小路福室線・市道宮城野1282号元寺小路福室（その2）線・市道宮城野1562号元寺小路福室（その6）線・市道宮城野1479号元寺小路福室（その5）線・市道宮城野1096号元寺小路福室（その1）線・市道若林385号元寺小路福室（その2）線・市道宮城野1035号元寺小路福室（その4）線を通し、鶴巻交差点に至る。
東北自動車道仙台宮城ICから、仙台西道路（国道48号）・広瀬通・当道路を経て、仙台東部道路仙台港IC付近までを、仙台市都心部を貫通する形でほぼ一直線に結ぶ。

## 沿革
- 1959年（昭和34年）3月4日 - 市道宮城野1205号銀杏町5号線、供用開始。
- 1984年（昭和59年）3月30日 - 市道宮城野1282号元寺小路福室（その2）線、供用開始。
- 1989年（平成元年）3月28日 - 市道宮城野1096号元寺小路福室（その1）線・市道若林385号元寺小路福室（その2）線・市道宮城野1035号元寺小路福室（その4）線、供用開始。
- 2011年（平成23年）3月2日 - 市道宮城野1562号元寺小路福室（その6）線、供用開始。
- 2013年（平成25年）10月31日 - 新宮城野橋（下り線）供用開始、片側1車線・計2車線で暫定利用開始。
- 2014年（平成26年）7月10日 - 旧宮城野橋（2代目）を撤去。
- 2017年（平成29年）
  - 3月26日 - 新宮城野橋（上り線）供用開始、上り2車線と下り1車線・計3車線で暫定利用開始。
  - 6月 - 新宮城野橋が片側3車線・計6車線で完全供用開始。
  - 11月21日 - 五輪工区の一部が供用開始。
- 2018年（平成30年）3月8日 - 五輪工区[注 5]が供用開始[1][2]。これにより、全線開通。

## 構成する市道

### 市道宮城野1888号元寺小路福室線
X橋交差点から、東八番丁中江線および宮沢根白石線と交差して、榴岡公園北西の交差点に至るまでの、1,018mの区間。現在、西行きの一方通行となっている市道宮城野1312号二十人町線を拡張し、片側3車線・計6車線化した道路として事業中。宮城野橋（X橋）の架け替えも、当事業に含まれる。現在区画整理が進行中であり、部分的に開通している。

#### 宮城野橋架け替え
地上を走るJR東日本東北本線と高架部分を走る同東北新幹線の間を横架する、片側1車線・計2車線の宮城野橋（通称 X橋 , 橋長193m）を、片側3車線・上下線別の橋に架け替える工事。北側の橋（下り線）を2013年に暫定供用させた後、旧宮城野橋を撤去し、南側の橋（上り線）を2016年度に完全供用させる計画。北側の橋（下り線）は、2013年10月31日に供用開始した。南側の橋（上り線）は、旧橋を2014年7月10日未明に撤去したのち、2017年3月26日に3車線（上り2車線+下り1車線）にて暫定供用開始、2017年6月に6車線にて完全供用開始した。
当初の計画案ではX橋交差点ではなく、中央2丁目交差点に接続させ、駅前通をオーバークロスさせる予定だったが、再検証した上で現行の工事に変更。これによって事業費と工期が圧縮され、橋長も370mから152mに短縮された。

### 市道宮城野1282号元寺小路福室（その2）線
前節・市道宮城野1888号線から接続し、榴ヶ岡公園東交差点を経て、市道宮城野1253号台1号線交差部分に至るまでの、317mの区間。片側2車線・計4車線道路として供用済みとなっている。

### 市道宮城野1562号元寺小路福室（その6）線
前節・市道宮城野1282号元寺小路福室（その2）線から接続し、市道宮城野1457号宮城野通1号線との接続部に至るまでの、400mの区間。2011年3月2日に供用を開始した。

### 市道宮城野1479号元寺小路福室（その5）線
前節・市道宮城野1562号元寺小路福室（その6）線から接続し、仙台医療センターの北で現存する市道宮城野1205号銀杏町5号線と合流、銀杏町交差点に至る、670mの区間。市道宮城野1205号銀杏町5号線と重複する区間は、片側2車線・計4車線道路。

### 市道宮城野1096号元寺小路福室（その1）線
前節・市道宮城野1479号元寺小路福室（その5）線から接続し、自衛隊正門前交差点に至るまでの、559.1mの区間。片側2車線・計4車線道路として、供用済み。

### 市道若林385号元寺小路福室（その2）線
前節・市道宮城野1096号元寺小路福室（その1）線から接続し、卸町4丁目交差点を経て、箱堤交差点に至るまでの、1,456mの区間。陸上自衛隊仙台駐屯地と接している区間は片側2車線・計4車線、他区間は片側4車線・計8車線として供用済み。
当道路は宮城野区と若林区の区境界線となっており、当市道のみ若林区に属する道路として扱われている。

### 市道宮城野1035号元寺小路福室（その4）線
前節・市道若林385号元寺小路福室（その2）線から接続し、扇町7丁目交差点等を経て、鶴巻交差点に至るまでの、2,576.2mの区間。片側3車線・計6車線として供用済み。